# Georg Andreas Reimer

Georg Andreas Reimer

G. A. Reimer im Jahre 1828

Georg Andreas Reimer (* 27. August 1776 in Greifswald; † 26. April 1842 in Berlin) war ein deutscher Verleger.

## Leben
Reimer wuchs als Sohn eines Kaufmanns in Greifswald auf. 1790 ging er in der Greifswalder Filiale des Berliner Buchhändlers und Musikverlegers Gottlieb August Lange in die Lehre. Nach dessen Tod wurde er 1795 Geschäftsführer des Stammhauses in Berlin. 1800 übernahm er die Leitung der 1749 gegründeten Buchhandlung der Königlichen Realschule in Berlin, die ab 1817 als Reimersche Buchhandlung firmierte. Reimer löste den bestehenden Erbpachtvertrag und kaufte 1822 die Buchhandlung. 
In den Folgejahren erweiterte er das traditionelle Schulbuchsortiment um deutschsprachige Literatur sowie um geisteswissenschaftliche Titel aus Theologie, Philosophie, Klassischer Altertumswissenschaft sowie um naturwissenschaftliche und mathematische Titel. Reimer stieg zu einem der bedeutendsten und erfolgreichsten Verleger Deutschlands auf. Er schloss dem Verlag eine eigene Druckerei an und kaufte andere Verlage und Buchhandlungen, darunter die Weidmannsche Buchhandlung in Leipzig. 
Der Verlag Georg Reimer erlangte in der literarischen Öffentlichkeit einen hohen Bekanntheitsgrad aufgrund der Zusammenarbeit mit namhaften Autoren der deutschen Romantik: Achim von Arnim, Novalis, E. T. A. Hoffmann, Jean Paul, Heinrich von Kleist, August Wilhelm und Friedrich Schlegel, Ludwig Tieck, Ernst Moritz Arndt, Adolph Diesterweg, Johann Gottlieb Fichte, Wilhelm von Humboldt und die Brüder Grimm. Von besonderer Bedeutung war die enge und freundschaftliche Zusammenarbeit mit Friedrich Schleiermacher. Darüber hinaus knüpfte Reimer enge Kontakte zur Berliner Universität und anderen wissenschaftlichen Einrichtungen, wodurch der Verlag ein hohes wissenschaftliches Renommee erreichte. Der Verlag wurde nach dem Tod Reimers von seinem Sohn Georg Ernst Reimer weitergeführt.
Politisch engagierte sich Reimer in der preußischen Reformbewegung und trat 1809 der Gesetzlosen Gesellschaft zu Berlin bei. Während der Besetzung Berlins durch Napoleon bot er preußischen Soldaten und von der Besatzungsmacht gesuchten Oppositionellen (darunter Ernst Moritz Arndt) Unterschlupf in seinem Haus. Er nahm selbst aktiv an den Befreiungskriegen 1813/14 teil. 1816 kaufte Reimer das repräsentative Sackensche Palais in der Wilhelmstraße, das zu einem Treffpunkt des Berliner Salonlebens wurde. In seinem Verlag erschienen diverse politische Schriften, in denen liberale und nationale Positionen vertreten wurden. Daher war Reimer während der Restaurationszeit staatlichen Repressalien ausgesetzt. 

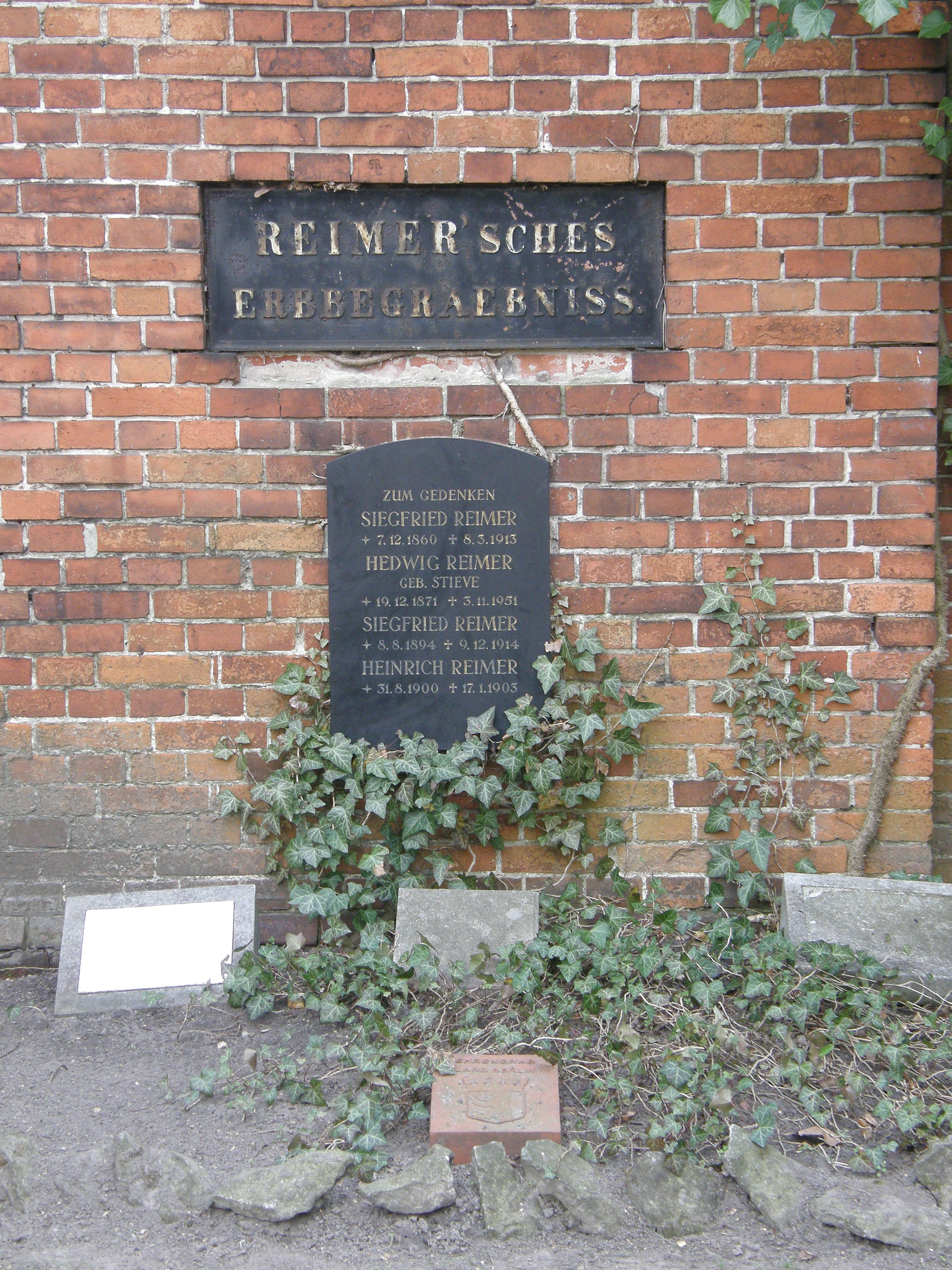
Grabstätte

Reimer ist in einem Ehrengrab der Stadt Berlin auf dem Dreifaltigkeitskirchhof II bestattet.
Reimer hinterließ eine umfangreiche Gemäldesammlung, die er ab 1814 zusammengetragen hatte und zu der viele Werke niederländischer Maler sowie Caspar David Friedrichs gehörten.

## Nachkommen
Er heiratete 1800 in Berlin Wilhelmine Reinhardt (1784–1864), Tochter des Karl August Reinhardt, Pfarrer in Magdeburg.
Das Ehepaar Reimer hatte 16 Kinder, von denen folgende das Kindesalter überlebten:  
- Karl August (1801–1858), Verleger
  - Georg Reimer (1828–1866), Genremaler der Düsseldorfer Schule
  - Maria Auguste Reimer (1832–1907) ⚭ Theodor Mommsen (1817–1903), Historiker und erster deutscher Nobelpreisträger
    - Marie Mommsen (1855–1936) ⚭ Ulrich von Wilamowitz-Moellendorff (1848–1931), Klassischer Philologe
      - Tycho von Wilamowitz-Moellendorff (1885–1914), Klassischer Philologe

    - Karl Mommsen (1861–1922), Bankdirektor und Mitglied des Reichstags
      - Wilhelm Mommsen (1892–1966), Historiker
        - Hans Mommsen (1930–2015), Historiker
        - Wolfgang J. Mommsen (1930–2004), Historiker

    - Ernst Mommsen (1863–1930), Mediziner
      - Konrad Mommsen (1896–1973), Journalist
      - Theodor Ernst Mommsen (1905–1958), Historiker
      - Ernst Wolf Mommsen (1910–1979), Industriemanager

    - Hans Mommsen (1873–1941), Ingenieur
      - Wolfgang A. Mommsen (1907–1986), Historiker

  - Karl Reimer (1845–1883), Chemiker und Industrieller
- Georg Ernst (1804–1885), Verleger
  - Ernst Heinrich Reimer (1833–1897), Verleger

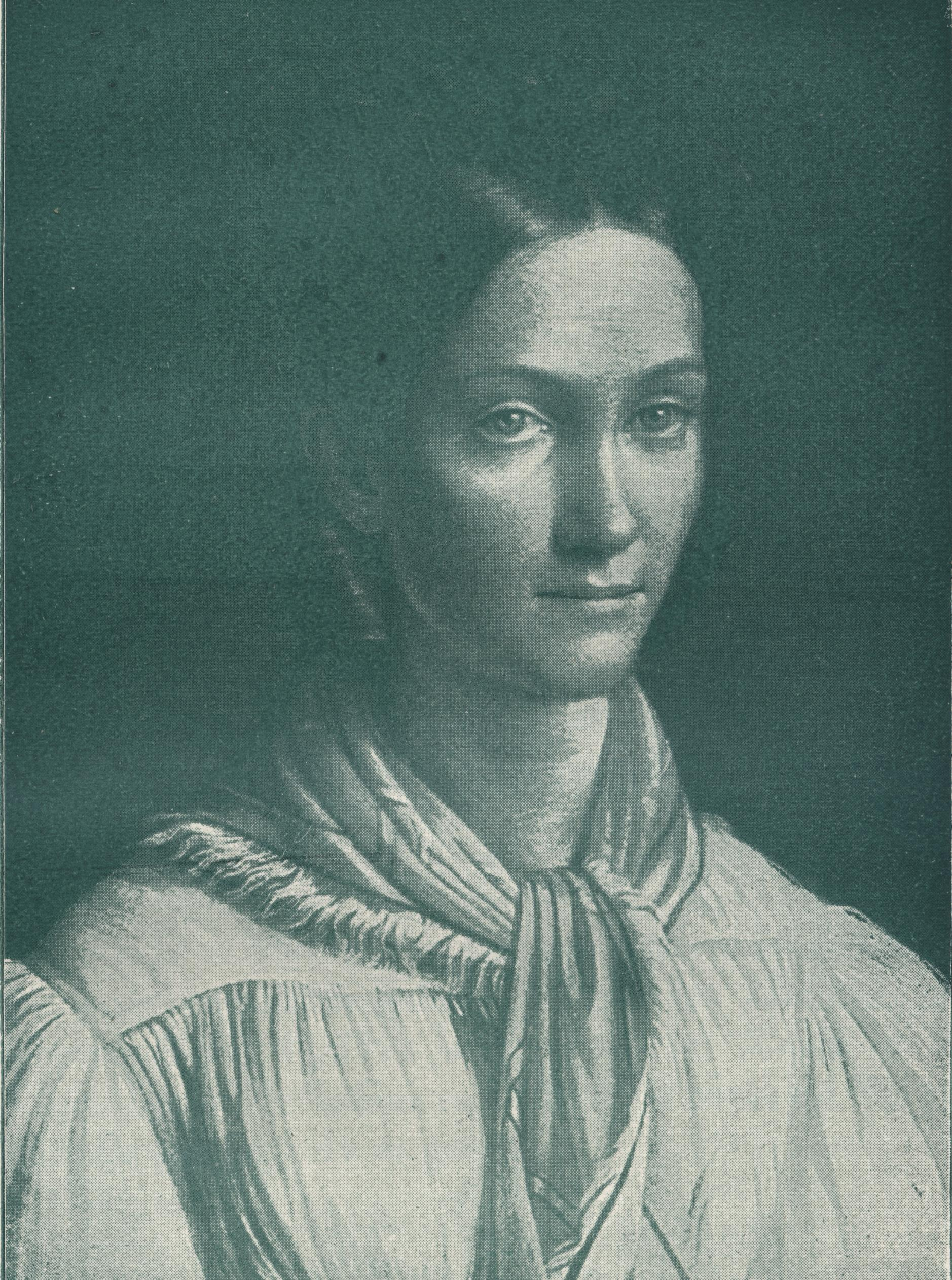
Marie Zeller, geb. Reimer

- Marie (1807–1847) ⚭ Albert Zeller (1804–1877), Arzt und Klinikdirektor
  - Ernst Friedrich Albert Zeller (1830–1902), Nachfolger des Vaters
  - Anna Zeller (* 1832)
  - Maximilian Georg Zeller (1834–1912), Gutsbesitzer
  - Rudolf Martin Zeller (1842–1911) ⚭ Berta Rosine Hirzel (1844–1887)
- Adelheid (1809–1866) ⚭ Julius Sethe
- Anna (1813–1885) ⚭ Salomon Hirzel
  - Georg Heinrich Salomon Hirzel (1836–1894), Verleger
    - Georg Theodor Salomon Hirzel (1867–1924), Verleger
      - Heinrich Hirzel († 1963), Verleger

  - Rudolf Hirzel (1846–1917), klassischer Philologe
- Siegfried Johannes (1815–1860), Arzt
- Moritz Gebhard (1816–1867), Gutsbesitzer
- Dietrich Arnold (1818–1899), Verleger
  - Carl Ludwig (1856–1921), Chemiker
- Rudolf Leberecht (1819–1860), Australien-Auswanderer
- Bernhard Traugott (1824–1903), Gutsbesitzer
- Hermann Andreas (1825–1906), Arzt